# Marathon des Alpes-Maritimes
Marathon des Alpes-Maritimes (på dansk: "Franske Riviera Marathon") er et marathonløb der afholdes på strækningen mellem Nice og Cannes.

## Rute
Ruten går fra starten i Nice, på Promenade des Anglais langs med vandet igennem: Saint-Laurent-du-Var, Cagnes-sur-Mer, Villeneuve-Loubet, Antibes/Juan-les-pins, Vallauris-Golfe-Juan og slutter i Cannes på La Croistte.

## Historie
Løbet blev første gang afholdt i 2008. Og er sat til, at blive afholdt 14. november 2010.

## Vindere
| Dato             |  | Vinder (mænd) | Land     | Tid         |  | Vinder (kvinder)  | Land     | Tid         |
| ---------------- |  | ------------- | -------- | ----------- |  | ----------------- | -------- | ----------- |
| 9. november 2008 |  | Jacob Kitur   | Kenya    | 2h 11mn 12s |  | Okxana Kuzmicheva | Rusland  | 2h 37mn 10s |
| 8. november 2009 |  | Adelo Roba    | Etiopien | 2h 10mn 17s |  | Merima Mohammed   | Etiopien | 2h 33mn 56s |

## Statistik
| År   | Antal deltagere |
| ---- | --------------- |
| 2008 | 10.411          |
| 2009 | 10.438          |